# 유승우 (1948년)
유승우(柳勝優, 1948년 11월 25일  ~ )는 대한민국 정치인이다. 상공부와 경제기획원, 청와대를 거쳐 이천시장을 역임했고 19대 국회의원 선거에서 경기 이천시에 새누리당 후보로 출마해 통합진보당 엄태준 후보를 누르고 당선된 국회의원이다. 부인의 공천헌금 비리로 새누리당에서 제명당하였다.

## 생애
- 1948년 11월 25일(음력) 태어나 1967년 이천농고(현.이천제일고)를 마칠 때까지 이천에서 성장했다. 상경 후 고려대학교에서 사학을 전공하고 철학에도 심취, 고려대정책대학원 동원대학 최고위과정 및 미국 미시간주립대에서 지방자치과정을 수료했다. 명지대학교 산업대학원에서 도자기술학 석사를 받았고 상지대학교 대학원 행정학 박사를 수료했다.

- 1977년 제21회 행정고등고시 합격으로 공직에 입문하여 이천군청 수습행정사무관, 국세청, 재경원, 상공부, 대전엑스포조직위 등을 거친 후 대통령 사정 민정비서실 과장을 역임하다 이천군수로 6개월간 재직, 1995~2006 민선 제1대~3대 이천군수 시장을 역임했다.

- 2006년 강남대학교 행정학 석좌교수, 사단법인 다산목민교육원장/이사장, 재단법인 성천(유달영)문화재단 이사를 지냈으며 2007년 학교법인 극동학원 이사를 역임했다. 2009년 5월 한나라당 이천시 당협 수석부위원장을 맡았다.

- 2012년 제19대 국회의원 총선거에 새누리당 후보로 당선되었다. 제19대 국회 전반기 안전행정위원회 위원, 예산결산특별위원회 위원을 맡았고 후반기 농림축산식품해양수산위원회 위원을 맡고있다. 한국 BBS중앙연맹 총재, 국회 동북아역사왜곡대책특별위원회 위원, 국회 한일의원연맹 위원을 역임하고 있다.

- 제19대 국회에서 민선 제1대~3대 이천 시장 경험을 바탕으로 국회지방자치포럼을 조직해 공동대표를 맡고 있다. 국회지방자치포럼은 지방자치단체장과 지방의회의원 출신 국회의원 44명으로 구성되어 있으며, 지방자치의 발전과 성숙을 목표로 한다.

## 학력
- 송곡국민학교 졸업
- 모가중학교 졸업
- 이천농업고등학교 졸업
- 고려대학교 문과대학 사학과 졸업
- 명지대학교 산업대학원 도자기술학 석사
- 상지대학교 행정학 박사

## 경력
- 제19대 국회 지방자치포럼 대표(前)
- 제19대 국회 후반기 농림축산식품해양수산위원회 위원 (前)
- 제19대 국회 동북아역사왜곡대책 특별위원회 위원 (前)
- 제19대 국회 예산결산특별위원회 위원 (前)
- 제19대 국회 전반기 안전행정위원회 위원 (前)
- 제19대 국회의원 (경기/이천) (前)
- 제33~35대 경기도 이천시 시장 (前)
- 제32대 경기도 이천군 군수 (前)
- 제30대 경기도 이천군 군수 (前)
- 강남대학교 행정학 석좌교수 (前)
- (사)경기희망포럼 이천시 대표 (現)
- 청와대 민정비서실 행정관 (前)
- 경제기획원 국제금융 담당관 (前)
- 상공부 산업정책·중소기업 담당관 (前)
- 제 21회 행정고등고시 합격
- 육군병장 만기제대

## 수상
- 제19대 국회 2차년도 국회헌정대상 시상식 (법률소비자연맹)
- 국회 우수의원연구단체 (지방자치포럼:대표 유승우,백재현) 수상 (국회 사무처)
- 2013년도 입법 및 정책개발 우수 국회의원 수상 (국회 사무처)
- 2013년도 국정감사 우수국회의원 수상 (NGO모니터단)
- 2013 국정감사 베스트의원 수상 (수도권일보)
- 새누리당 국정감사 우수의원 (새누리당)
- 제19대 국회 1차년도 국회헌정대상 수상(법률소비자연맹)
- 제10회 의정·행정대상 수상 (시민일보사)
- 2012년도 국정감사 우수국회의원 수상 (국정감사NGO모니터단)
- 세계도자기엑스포 관광 전국 대상 (문화관광부)
- 전국평생학습도시 대상 (교육인적자원부)
- 농산물파워브랜드 3회 연속 전국1위 (농림부)
- 제1회 경인지역 우수기초자치단체장 수상
- 제1회 율곡대상 수상
- 제1회 행정대상 수상

## 저서
- 시집 : “흐르는 물처럼”
- 수필집 : “여기에 길이 있었네” “큰바위 얼굴” ‘배우며 생각하며’ ‘이섭대천의 꿈’ ‘흙으로 빚는 대붕의 꿈’ ‘역사의 언덕에서’ ‘함께꾸는 꿈은 이루어진다’ ‘목민관의 길’ 등 다수
- 박사학위 논문 “지역학습정책이 로컬거버넌스에 미치는 영향”

## 가족 관계
- 배우자 : 최옥이 ( ~ 2020년 7월 29일)
  - 장남 : 유동하
    - 첫째 며느리 : 김민경

  - 차남 : 유용하
    - 둘째 며느리 : 이승연

## 역대 선거 결과
|  | 53.69% |

|  | 54.88% |

|  | 53.20% |

|  | 7.93% |

|  | 42.43% |

## 같이 보기
- 이천시 (2012년 선거구)
- 이천시의 국회의원
- 이천시장